# Heinz Körvers
Heinz Körvers   (Bönninghardt, 3 de juliol de 1915 - Volgograd, 29 de desembre de 1942) fou un jugador d'handbol alemany que va competir durant la dècada de 1930.
El 1936 va prendre part en els Jocs Olímpics de Berlín, on guanyà la medalla d'or en la competició d'handbol. En el seu palmarès també destaquen la Lliga alemanya de 1936 i 1940 i el Campionat de Westfàlia de 1933 a 1935.
Morí en la batalla de Stalingrad, durant la Segona Guerra Mundial.